# ルッジェーロの書

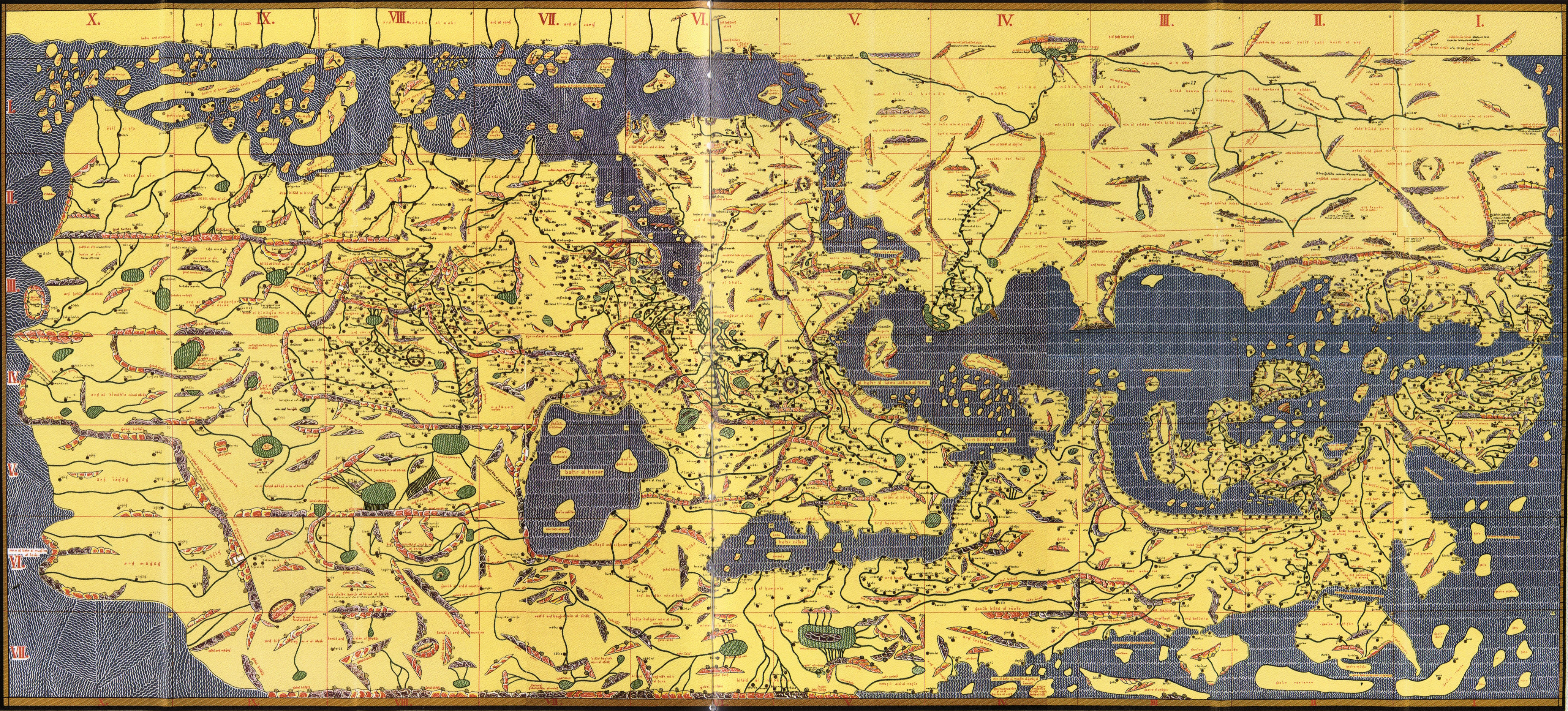
『ルージャールの書』の近世の写本。シチリア王ルッジェーロ2世のためにイドリースィーによって1154年に描かれた。イドリースィー図は上が南を示す

『ルージャールの書』の近世の写本。逆さま（北を上）に表示

『ルッジェーロの書』、『ルージャールの書』Kitāb Rujār、Kitāb al-Rujārī、または『ロジェールの書』、『ロゲリウスの書』（1154年）は、ノルマン朝シチリア王ルッジェーロ2世の勅を受け中世イスラームの地理学者イドリースィーが製作した世界地図および地理書。
『タブラ・ロゲリアナ』 Tabula Rogeriana というラテン語名称のほうが西洋では知名度が高い。
正式名称は『世界横断を望む者の慰みの書』または『諸地方を旅行したいと願う人の気晴らしの書』 Kitāb Nuzhat al-mushtāq fi'khtirāq al-āfāq 、アラビア語: نزهة المشتاق في اختراق الآفاقだが、一般には解説本を《イドリースィーの地理書》、地図を《イドリースィー図》等と呼び習わしている。
フランス語版完訳がジョーベール（Pierre Amédée Jaubert）によって刊行されている（1836年）。

## 概説
イドリースィーはノルマン王ルッジェーロ2世の宮廷で王命により、1138年頃から15年間写本の彩色と注釈の仕事に従事してきた。
その本『ルージャールの書』（Kitāb Rujār、Kitāb al-Rujārī）、正式名称は『諸地方を旅行したいと願う人の気晴らしの書』（Kitāb Nuzhat al-mushtāq fi'khtirāq al-āfāq）は、 アラビア語で書かれ、7つの気候帯に分けられ (2世紀の古代ローマの学者プトレマイオスの手法を踏襲している)、各部は更に10に分割され、合計70区画から構成されている（写本見開き2葉で1区画なので合計140葉となる）。地図はユーラシア大陸をヨーロッパ西端から極東の中国東端まで、そして北アフリカを含んでいる。地図は北を底辺としている。作成されて後、3世紀の間世界でもっとも正確な地図であったとされる。70の区画に関する地図の説明は、物理的、文化的、政治的、社会経済的な状況を著している。
イドリースィーは地図を作成するために個人や団体の旅行者に、彼らの世界に関する知見をインタヴューし、“矛盾は除外し、信頼できる内容や完全に同意できることだけ”を編纂した。ルッジェーロ2世は300ポンドの重さの銀製の円盤に地図を刻印したと言われている。イドリースィーによると、“7つの気候帯は、国々と地方、海岸、島々、湾、海、水路や河口とともに示されている”とのことである。
イドリースィーの業績についてS・P・スコットは以下のコメントをしている: 
"イドリースィーの編纂作業は 科学の歴史に足跡を残した。歴史的に興味深く価値のある情報だけではなく、地球上の多くの地域の記載は未だに権威がある。3世紀の間、地理学者は彼の地図を変更することなく複写してきた。ナイル河の源流の湖の場所や数値は彼の仕事のものと同じで、700年以上後のベイカーやスタンリーが作成したものと大きな違いは無い。著者の技術的才能は、その博学さに劣らない。 彼が王家のパトロンの為に作った銀製の天地の平面天体図は直径が6フィート近くあり、重さは450ポンドあり、一方の端には黄道と星座が、他方の端には大地と水が描かれ、多様な国々が描かれている"
『ルージャールの書』の写本は現在10つの写本が残っており、そのうちの5つは完全なテキストを有しており、そのうちの8つが地図を有している。フランス国立図書館は2つの写本を蔵しており、そのうちの一つはもっとも古い1325年に遡る写本 (MS Arabe 2221) である。他の写本は1553年にカイロで作成されたものでオックスフォード大学の ボドリアン図書館に収蔵されている (Mss. Pococke 375)。それは1692年にオックスフォードに齎された。 もっとも完全な写本は、世界地図と7つの気候帯の地図を含み、イスタンブールに保管されている。